# Hans Köttenstorfer
Hans Köttenstorfer (* 29. November 1911 in Steyr; † 2. Dezember 1995 ebenda) war ein österreichischer Medailleur und Maler.

## Leben
Von 1926 bis 1930 besuchte er die Klasse von Hans Gerstmayr an der Fachschule für Graveure und Ziseleure in Steyr. Anschließend studierte er acht Semester lang Medailleurskunst an der Akademie der bildenden Künste Wien bei Professor Rudolf Marshall. 1949 wurde er vom Direktor Friedrich Buberl, dem damaligen Leiter der Wiener Münzstätte, an das Hauptmünzamt berufen. Zehn Jahre später wurde er Leiter der Graveurabteilung und 1965 schließlich offiziell zum Chefgraveur ernannt. Diese Funktion übte er bis zu seiner Pensionierung 1977 aus. Danach war er auch weiterhin als freischaffender Künstler tätig.
Während seiner Zeit am Hauptmünzamt schuf er eine Reihe von Münzen und Medaillen, war aber daneben auch als freischaffender Medailleur tätig. Die bekanntesten und häufigsten Stücke aus seinem Œuvre sind sicher die Wappenseiten der 5-Schilling-Münze (1961–2001) und der 50-Groschen-Münze sowie das für ihre Zeit schon recht modern wirkende Design der 10-Groschen-Münze von ihm. Darüber hinaus war er an der Gestaltung mehrerer österreichischer Sondermünzen beteiligt und entwarf viele Glückmünzen, Kalender- und Anlassmedaillen, wobei seine Kalendermedaillen zu den Spitzenstücken dieser Gattung gezählt werden.
1995 starb Hans Köttenstorfer in Steyr und wurde im nahen Garsten begraben. In seiner Heimatstadt Steyr ist die „Prof.-Hans-Köttenstorfer-Straße“ nach ihm benannt.

## Ausgewählte Werke

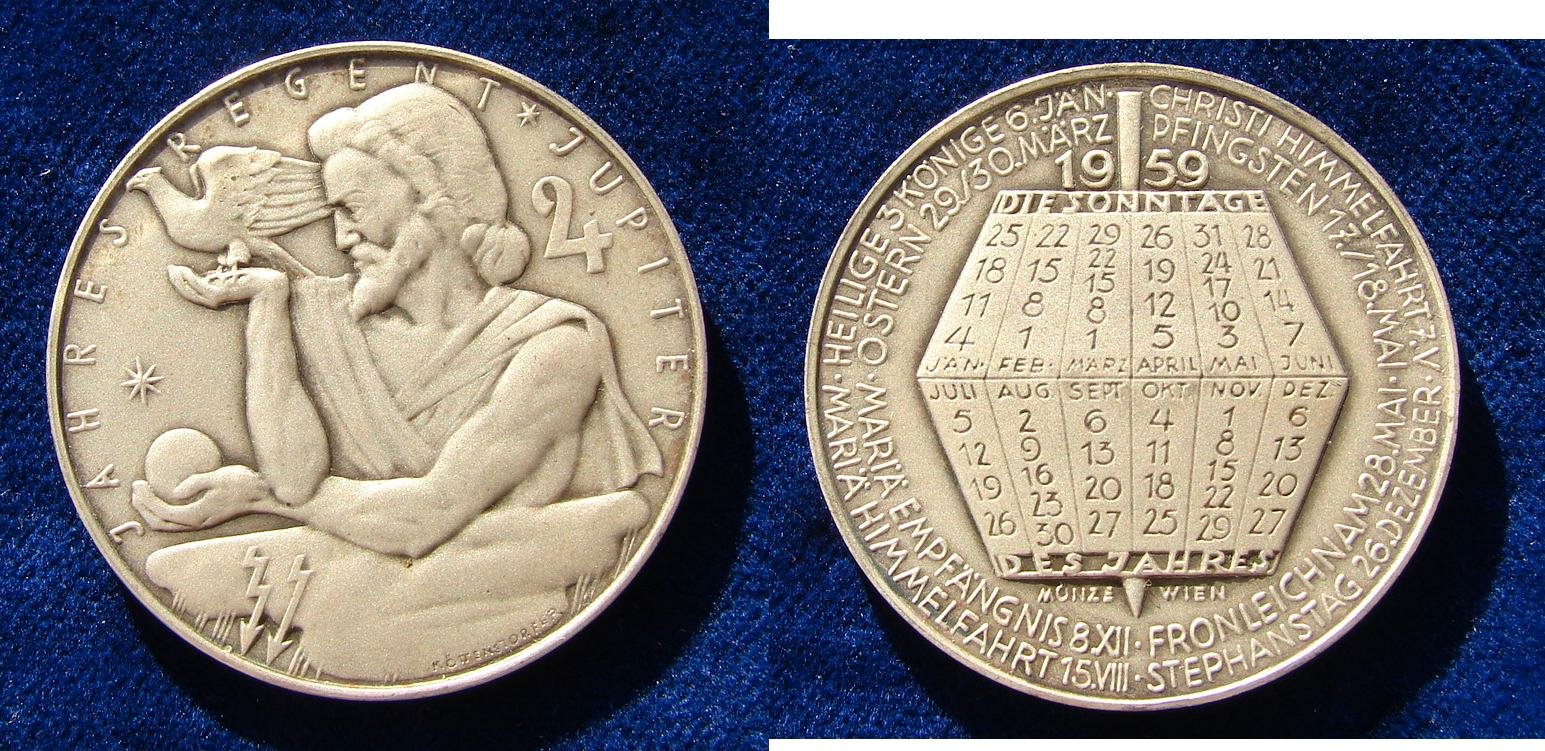
Österreichische Kalendermedaille der Münze Wien für das Jahr 1959

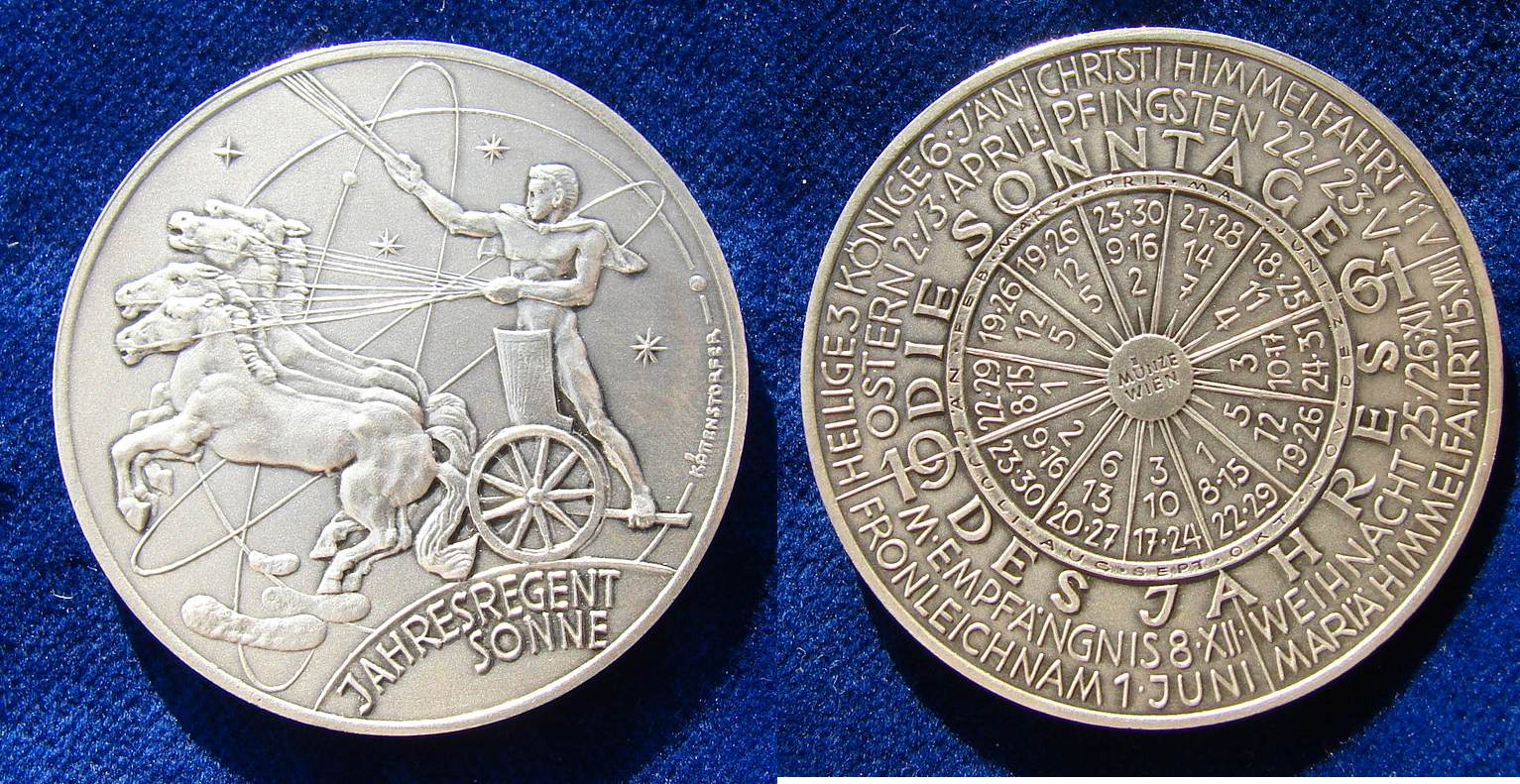
Österreichische Kalendermedaille der Münze Wien für das Jahr 1961. Jahresregent Sonne.

### Münzen
- 10 Groschen 1951–2001
- 50 Groschen 1959–2001
- 25 Schilling – Kärntner Volksabstimmung (1960)
- 5 Schilling 1961–2001
- 25 Schilling – 40 Jahre Burgenland (1961)
- 25 Schilling – 150 Jahre Technische Hochschule Wien (Johann Josef Prechtl) (1965)
- 50 Schilling – 450. Todestag Kaiser Maximilians I. (1969)
- 50 Schilling – 80. Geburtstag von Bundeskanzler Ing. Julius Raab (1971)
- 50 Schilling – 1200 Jahre Dom zu Salzburg (1974)
- 500 Schilling – 1000 Jahre Steyr (1980)

### Medaillen und Jetons
- „Universität Wien“
- „Stiftsbibliothek Admont“
- „Steyr – Meine Heimat“